# نوول واگ
نووِل واگ (فرانسوی: Nouvelle Vague‎) گروه موسیقی فرانسوی به رهبری اولیویه لیبو و مارک کالین است که سال ۲۰۰۳ در پاریس شکل گرفت. نام گروه به معنی «موج نو» است که همزمان به موج نوی فرانسه، موسیقی موج نو و بوسا نوا (اصطلاح پرتغالی به معنی موج نو) اشاره دارد و بیانگر سبک موسیقی گروه است.
خوانندگی ترانه‌های گروه را زنان مختلفی بر عهده داشته‌اند؛ هنرمندانی که مستقلاً نیز به اجرای موسیقی پرداخته‌اند.